# Črnogorski perun
Perun je bil nesojeni denar Črne gore, katerega izdajo je leta 1851 načrtoval vladika Petar II. Petrović Njegoš. Šlo naj bi za zlatnike, ki bi nosili ime po vrhovnem bogu starih Slovanov- Perunu. Narejen je bil celo kalup in ohranil se je odtis v rdečem vosku, toda črnogorska revščina, Njegoševa smrt in slaba organizacija so nazadnje preprečili izdajo teh kovancev.

## Drugo
- Perun, slovansko božanstvo